# Euridice (Caccini)

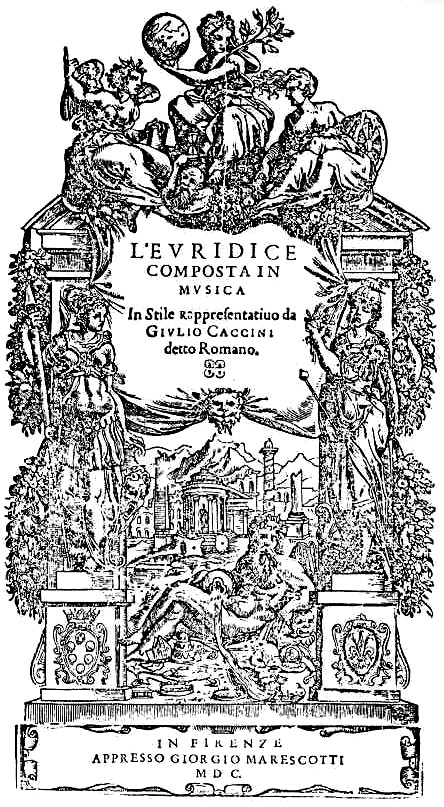
Titelblad till Caccinis Euridice.

Euridice är en italiensk opera i prolog och en akt med musik av Giulio Caccini. Librettot skrevs av Ottavio Rinuccini och hade redan tonsatts av Caccinis rival Jacopo Peri i operan Euridice.

## Historia
När Jacopo Peri höll på att komponera sin Euridice tog han hjälp av Caccini för en del körmusik. Vid premiären sjöngs många av rollerna av personer från Caccinis följe, inklusive hans egen dotter Francesca Caccini. Peri komponerade all musik för första framförandet men på grund av det inflytande som Caccini själv och hans sångare hade på verket ersattes Peris musik snart nog mer och mer av Caccinis. När Caccini upptäckte att Peri ämnade publicera operan med Caccinis musik som sin skyndade han att färdigställa sin egen version av Euridice med samma libretto. Han lyckades få operan publicerad sex veckor före Peris. I sin version skriver Peri att all musik var färdig vid dagen för första framförandet vilket ger den status att vara Prima Euridice.
Caccinis fullständiga opera hade premiär först den 5 december 1602 i Palazzo Pitti i Florens.
I sin version av Euridice använde sig Caccini av Rinuccinis libretto till Peris opera Euridice. Han imiterade Peris nya recitativ men hans temperament var mer lämpad för en elegant lyrisk stil än att utforska känslomässig och dramatisk intensitet. Caccinis sirliga musik må vara hänförande men Peris version visade sig otvivelaktigt vara mer effektiv.

## Personer
- La Tragedia (Tragedin) (sopran)
- Euridice (sopran)
- Orfeo (tenor)
- Aminta, en herde (tenor)
- Arcetro, en herde (kastratsångare)
- Tirsi, en herde (tenor)
- Caronte (tenor)
- Dafne (sopran)
- Plutone (bas)
- Proserpina (sopran)
- Radamanto (bas)
- Venere (sopran)

## Handling
Handlingen är densamme som i Euridice av Jacopo Peri.